# Johann Peter Anselm Nickes
Johann Peter Anselm Nickes (auch Anselmo Nickes, * 5. September 1825 in Forst bei Aachen; † 5. Februar 1866 in Rom) war ein deutscher Benediktiner.

## Leben
Nickes besuchte zunächst die Bürgerschule Aachen und anschließend das Aachener Gymnasium. 1845 wechselte er zum Studium der Philosophie und Theologie an die Universität Bonn. Im September 1849 erfolgte seine Priesterweihe. Danach war er zunächst in der Seelsorge im Erzbistum Köln tätig und wurde Kaplan in Düren. Anschließend erhielt er eine Stelle als Rektor der höheren Schule Viersen, bevor er sich entschied an die Universität zurückzukehren, um sich vertieft dem Studium der Philosophie und Theologie zu widmen. 1850 wurde er an der Bonner Hochschule mit der Dissertation De Aristotelis Politicorum libris zum Dr. phil. promoviert. Seine Promotion zum Dr. theol. erfolgte 1853 an der Universität Münster mit der Arbeit De Veteris Testamenti codicum Graecorum familiis.
Nickes erhielt 1853 einen Ruf als Lehrer an die Domschule Aachen. Er verließ jedoch im April 1854 Aachen und trat am 5. Mai 1854 in die Benediktinerabtei Sankt Paul vor den Mauern in Rom ein. Nach dem Noviziat legte er in Perugia am 4. Februar 1855 die feierlichen Gelübde ab. Er erhielt den Ordensnamen Anselmo. Die Cassinensische Kongregation ernannte ihn zum Lektor der Theologie. Er hielt im Kloster St. Paul Vorlesungen über die griechische Sprache und Literatur sowie über Moraltheologie. Außerdem katalogisierte er die Handschriften des Klosters.
Nickes wurde, als sein Abt Simplicio Pappalettere zum Konsultor der Indexkongregation berufen wurde, vereidigter Assistent, der die Geheimakten und Voten der Kongregation einsehen durfte. Nickes bemühte sich mit seinem Abt um eine Lockerung der Haltung gegenüber Anton Günther und dessen Philosophie. Diese Bemühungen blieben allerdings vergebens. In seinen letzten Lebensjahren zog sich Nickes immer weiter aus dem Leben des Klosters in seine Zelle zurück. Er starb 40-jährig an Malaria.

## Werke (Auswahl)
- De Aristotelis Politicorum libris, Marcus, Bonn 1851.
- De Veteris Testamenti codicum Graecorum familiis, Cazin, Münster 1853.
- De libro Judithae, Breslau 1854.
- De Estherae librum et ad eum quae pertinent vaticiniis et psalmis libri III, 2 Bände, Rom und Bonn 1856–1858.
- Sanctum Florentinum universae ecclesiae concilium, Rom 1865.